# Omobranchus woodi
Omobranchus woodi és una espècie de peix de la família dels blènnids i de l'ordre dels perciformes.

## Morfologia
- Els mascles poden assolir 8 cm de longitud total.[1]

## Reproducció
És ovípar.

## Hàbitat
És un peix de clima subtropical.

## Distribució geogràfica
Es troba des de KwaZulu-Natal fins a Swartvlei.